# Ctenus kipatimus
Ctenus kipatimus este o specie de păianjeni din genul Ctenus, familia Ctenidae, descrisă de Benoit, 1981.
Este endemică în Tanzania. Conform Catalogue of Life specia Ctenus kipatimus nu are subspecii cunoscute.